# Промислова гідрогеологія
Гідрогеологія промислова (нафтогазопромислова гідрогеологія), (рос. гидрогеология промысловая, нефтегазопромысловая гидрогеология; англ. oil and gas field hydrogeology; нім. Feldhydrogeologie) — розділ гідрогеології, що включає гідрогеологічні спостереження та дослідження підземних вод у зв'язку з розвідкою та розробкою нафтових і газових родовищ. Основні задачі Г.п. при розвідці нафтових та газових родовищ: прогнозування умов розбурювання, розкриття та випробовування пластів; визначення положення газорідинних контактів; визначення запасів водорозчинних газів та виявлення гідравлічного взаємозв'язку горизонтів у межах родовища.